# 薄扶林郊野公園

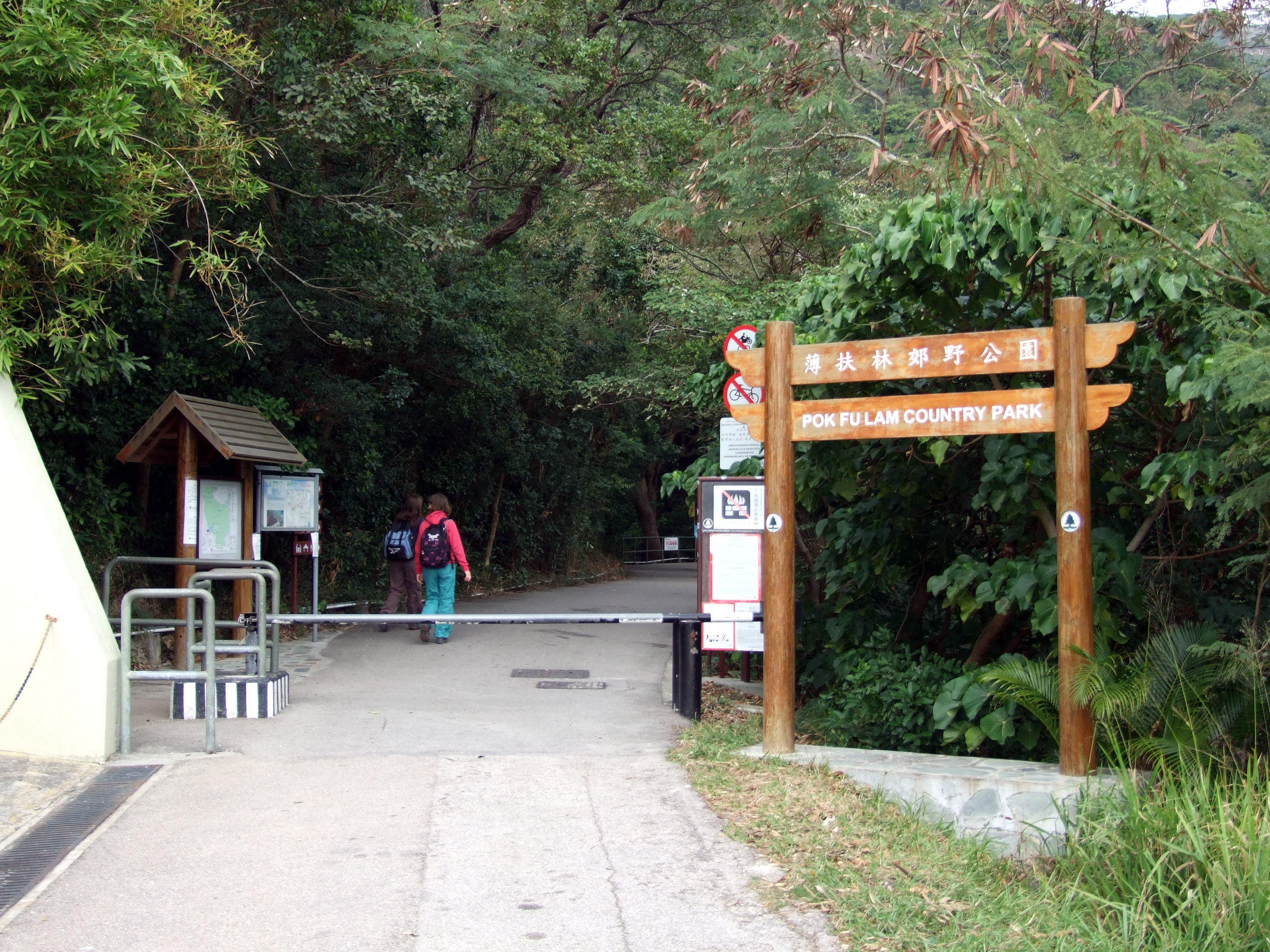
薄扶林郊野公園薄扶林入口

薄扶林郊野公園（英語：Pok Fu Lam Country Park）（劃定於1979年9月21日），佔地270公頃，是一個位於香港香港島西部的郊野公園，鄰近薄扶林。公園內有香港第一個水塘──薄扶林水塘。公園範圍橫跨中西區和南區，圍繞著扯旗山。值得一提的是，因為山頂是個已經城市化的住宅區和旅遊景點，山頂一帶並非郊野公園範圍。因此，公園被一分為二，分為南北兩部份。
除水塘和扯旗山外，郊野公園還包含西高山和奇力山，港島徑第一至二段則穿梭其中。薄扶林特別地區亦位於薄扶林郊野公園之內。

## 環境與生態
政府自1970年代起一直在薄扶林郊野公園進行植林工作，現已成為香港林木覆蓋狀況最好的地區之一，綠樹林蔭。樹種主要有原生樹種大頭茶及浙江潤楠，及人工種植的濕地松、台灣相思、紅膠木、水楠、木荷、黧蒴錐、黃牙果、包衣椆、布渣葉及細葉榕等。
成齡的混合林和林中的山澗，是兩棲動物理想的棲息地。有記錄的兩棲動物最少有七種：包括黑眶蟾蜍、短腳角蟾、香港湍蛙、小棘蛙、沼蛙、大綠蛙和斑腿泛樹蛙。
水塘和河流為水鳥及林鳥提供了濕地生境，公園內常見的鳥類有麻鷹、白頭鵯、紅耳鵯、麻雀、紅咀藍鵲、鵲鴝、大山雀、翠鳥、畫眉、噪鵑、毛雞、珠頸斑鳩等。
區內亦有不少哺乳類動物，如赤腹松鼠、箭豬、鼬獾、針毛鼠、果子狸、小靈貓、豹貓、赤麂等。

## 設施及郊遊徑
公園內設有涼亭、廁所、觀景台、健身設施、郊遊場地等設施，亦僻設多條郊遊徑方便遊人觀賞。
- 薄扶林本地樹木研習徑全長2.2公里，環繞太平山頂盧吉道一圈，是香港首條介紹本地植物品種的樹木研習徑，行畢全程需時約45分鐘，沿途可俯瞰維多利亞港兩岸的風景。
- 爐峰自然步道環繞太平山（爐峰峽）山頂而行。由克頓道出發，經夏力道、盧吉道及薄扶林水塘道往薄扶林水塘。
- 薄扶林家樂徑位於具有特別科學價值的薄扶林水塘區，路徑平坦易走，林木青蔥，由薄扶林水塘道口沿路向上步行5分鐘便到達家樂徑入口。
- 港島徑第一段及第二段穿越薄扶林郊野公園。第一段由全長七公里，由山頂至薄扶林水塘，需時兩小時。由山頂纜車總站出發，於盧吉道起步，沿爐峰自然步道及樹木研習徑而行。後轉入夏力道，到達龍虎山觀景台。沿山路走不久便可看見薄扶林水塘，靠左沿薄扶林家樂徑而走，最後抵達薄扶林水塘道至第一段的終點。港島徑第二段由薄扶林水塘道南行至貝璐道，全長4.5公里，需時約一個半小時。此段位於薄扶林郊野公園的植林區內，經薄扶林配水庫及馳馬徑，沿奇力山引水道旁而行，至香港仔貝璐道便到達第二段終站，沿途可觀賞香港仔及鴨脷洲等港島南區景色。

## 鄰近的郊野公園
- 龍虎山郊野公園
- 香港仔郊野公園

## 站外鏈結
- 漁農自然護理署 薄扶林 （页面存档备份，存于）